# Xenopholis werdingorum
Xenopholis werdingorum – gatunek węża z rodziny połozowatych (Colubridae) żyjącego na terenie Ameryki Południowej. Został opisany w 2009 roku przez Jansena, Gonzalesa Álvareza i Köhlera z terenów wschodnich nizin Boliwii, z regionu Chiquitano. Na jego przynależność do rodzaju Xenopholis wskazuje budowa kręgów. Od pozostałych przedstawicieli rodzaju odróżnia go unikatowy kolorowy wzór na grzbiecie. Od Xenopholis scalaris, również występującego w Boliwii, różni się także obecnością dwóch kości czołowych oraz wąskim septum, którego wyrostki kolczyste są prostopadłe do osi. Podobnie jak inne Xenopholis prowadzi skryty tryb życia i osiąga niewielkie rozmiary – 20–40 cm długości.